# 3185 Clintford
3185 Clintford eller 1953 VY1 är en asteroid i huvudbältet, som upptäcktes 11 november 1953 av Indiana Asteroid Program vid Indiana University Bloomington med Goethe Link Observatory. Asteroiden har fått sitt namn efter Clinton B. Ford.
Asteroiden har en diameter på ungefär 10 kilometer.